# Llista d'abats de Sant Esteve de Banyoles
La llista d'abats de Sant Esteve de Banyoles comença el 812 amb l'abat Bonit i acaba el 1835 amb Lluís de Fluvià, per bé que segons la llegenda, el primer abat i fundador del monestir fou Emeri de Banyoles.
- Bonit 812-822
- Mercoral 822
- Elies 844
- Pere 854-866
- Ansemon 870-880
- Sunifred 889
- Acfred 916
- Luns 928
- Acfred 935-957
- Bonfill 979
- Gademir 999-1099
- Bonfill 1017
- Andreu 1047-1050
- Benet 1078-1097
- Pere 1121-1124
- Ramon Guillem 1125?-1130
- Berenguer 1140-1149?
- Ricard 1154
- Hug 1172
- Ramon de Cabanyes 1172-1175
- Pere Benet 1190-1196
- Ramon 1196-1207
- Bernat 1226
- Guillem de Cartellà i de Creixell 1226-1252
- Ramon de Corsavell (1252)
- Pere 1252-1253
- Guilem Ramon de Navarro 1257-1263
- Guillem 1263-1265
- Benet 1267
- Arnau de Vallespirans1268-1300
- Bernat de Vallespirans 1300-1333
- Ramon del Coll 1333-1340
- Arnau de Samasó 1340-1356
- Bernat Cavaller 1356-1361
- Ponç de Canadal 1362-1370
- Joan Desprat 1370-1401
- Bernat Estruç 1401-1409
- Guillem de Pau i Amorós 1409-1443
- Dalmau de Canadal 1443-1459
- Francesc de Xetmar i de Juià 1461-1503
- Juan de Vera 1503-1507
- Martirià Prats 1507-1510
- Miquel Sampsó 1510-1544
- Rafael Ubach 1544-1556
- Bernat de Cardona 1556-1558
- Bernat de Marlès i de Malla 1558-1562
- Lluís d'Argençola 1562-1570
- Antich Vilalba 1572-1583
- Bartomeu de Montagut de Vallgornera i de Setantí 1596-1610
- Lluís d'Alentorn i de Serrateix 1611-1617
- Antoni de Cartellà i d'Alemany Descatllar 1618-1622
- Antonio Mantilla 1622-1640
- Francesc de Montpalau i de Solanell 1642-1674
- Antoni de Planella i de Cruïlles 1675-1688. 113è President de la Generalitat de Catalunya
- Dimes de Malla i Gualbes 1688-1702
- Joan Baptista de Descatllar i Tord 1703-1744
- Ramon de Padró i Serrals 1745-1758
- Antoni Salvador de Otamendi 1757-1758
- Ignasi de Francolí i Sabater 1761-1780
- Josep Gregori de Montero i d'Alòs 1781-1789. Passa a ser abat del Monestir de Sant Cugat.
- Ignasi de Gras de Taberner 1789-1792
- Joaquim de Laplana i de Natota 1792-1803
- Josep de Guanter 1805-1810
- Benet d'Olmera 1816-1831
- Lluís de Fluvià i de Berart 1833-1835